# Basjtanka (stad)
Basjtanka (Oekraïens: Баштанка) is een stad in het oblast Mykolajiv (Oekraïne) met 12.449 inwoners. Basjtanka werd in 1806 gesticht en kreeg in 1987 stadsrechten.

## Geografie
De stad ligt in het centrum van het oblast Mykolajiv en is de hoofdplaats van het rajon Basjtanka. De dichtstbijzijnde stad is Novy Boeh op zo'n 32 kilometer. Basjtanka ligt verder nabij grote steden als Mykolajiv (60 km), Cherson (86 km) en Kryvy Rih (90 km).